# گو جه‌سا
گو جه‌سا (به کره‌ای: 고재사)، پدر پادشاه ته‌جو (ششمین پادشاه گوگوریو) و ششمین پسر پادشاه یوریمیونگ بود که از سال ۴۴ تا ۵۴ میلادی نایب السلطنه گوگوریو بود. پس از ترور پادشاه موبون، زمانی که آنها سعی کردند او را به عنوان پادشاه انتخاب کنند، به دلیل کهولت سن، تاج و تخت را رها کرد و تاج و تخت را به پسر خود گونگ داد.

## زندگی
او از سال ۴۴ تا ۵۴ به عنوان نایب السلطنه گوگوریو خدمت کرد. نام خانوادگی او گو (고) است و طبق سوابق سامگوک ساگی و سامگوک یوسا، او ششمین پسر (نامشروع) پادشاه یوریمیونگ، دومین پادشاه گوگوریو است. شین چه‌هو گفت که جه‌سا از نسل سوم پادشاه تموشین بود و او را نوه خود می دانست.
یک تئوری این است که او فردی است همنام جه‌سا که با گو جومونگ به جولبون بویو آمد. اگر از نظریه شین چه‌هو پیروی کنیم، پادشاه چاده و پادشاه شینده پسران نامشروع پادشاه ته‌جو هستند. زندگی او نامعلوم است و به گفته سامگوک ساگی و سامگوک یوسا، زمانی که برادرزاده یا برادرش، پادشاه موبون، ترور شد، به دلیل کهولت سن، تاج و تخت را رها کرد و تاج و تخت را به پسرش گونگ سپرد.